# پولکو
پولکاو (به آلمانی: Pulkau) یک شهر در اتریش است که در ناحیه هولابرون واقع شده‌است. پولکاو ۱٬۵۵۸ نفر جمعیت دارد.